# La Forêt-sur-Sèvre
La Forêt-sur-Sèvre település Franciaországban, Deux-Sèvres megyében. Lakosainak száma 2261 fő (2022. január 1.). La Forêt-sur-Sèvre Bressuire, Cerizay, Cirières, Courlay, Saint-André-sur-Sèvre, Menomblet, Saint-Pierre-du-Chemin és Moncoutant-sur-Sèvre községekkel határos.

## Népesség
A település népességének változása:
| Lakosok száma | 2307 | 2345 | 2371 | 2365 | 2338 | 2311 | 2284 | 2265 | 2261 |
|               | 2013 | 2015 | 2016 | 2017 | 2018 | 2019 | 2020 | 2021 | 2022 |